# Беньямінов Герман Федорович
Ге́рман Фе́дорович Беньямі́нов (* 8 жовтня, 1940, Київ) — український тенісист радянських часів, майстер спорту СРСР по тенісу, заслужений тренер УРСР, заслужений працівник фізичної культури та спорту України.

## Життєпис
Походить з родини робітників. З дитячих років почав займатися тенісом — навчителями були Калмикова Ольга Миколаївна, Бальва Володимир Максимович, Хохлов Ігор Сергійович.
1959 року закінчивши середню школу, поступає в Київський державний інститут фізичної культури, закінчив з дипломом тренера по тенісу.
Працював на кафедрі фізичного виховання Київського політехнічного інституту. Одночасно виступав в змаганнях за товариство «Буревісник» та навчався майстерності у Тутаєвої Віри Георгіївни.
Неодноразовий переможець та призер всесоюзних та республіканських змагань.
Протягом 1979—1993 років тренував українських тенісистів — членів збірних команд СРСР та незалежної України.
1986 року очолював збірну УРСР по тенісу — переможницю Спартакіади народів СРСР.
У 1993 році вибраний президентом Федерації тенісу України, переобирався в 1996 та 2000 роках.
Згодом почесний президент Федерації тенісу України. Також почесний член НОК України.